# Clube Centenário Pauferrense
Maillots
Le Clube Centenário Pauferrense, plus couramment abrégé en Centenário Pauferrense, est un club brésilien de football fondé en 1956 et basé dans la ville de Pau dos Ferros, dans l'État du Rio Grande do Norte.
Le club joue ses matchs à domicile au Stade du 9 janvier, et joue actuellement dans le championnat du Rio Grande do Norte.

## Histoire
Le club est fondé le 31 octobre 1956. Il est connu pour avoir participé au championnat du Brésil de troisième division.
Le seul trophée au palmarès du club est un championnat du Rio Grande do Norte D2 remporté en 2009.

## Palmarès
| Compétitions nationales                                          |
| ---------------------------------------------------------------- |
| - Championnat du Rio Grande do Norte D2 (1) : - Champion : 2009. |

## Présidents du club
- Francisco de Assis Correia